# Ortsqali
Ortsqali (georgiska: ორწყალი) är ett vattendrag i Georgien. Det ligger i den östra delen av landet, 100 km nordost om huvudstaden Tbilisi.